# Parafia św. Franciszka w Zabrzu
Parafia św. Franciszka w Zabrzu – parafia rzymskokatolicka metropolii katowickiej, diecezji gliwickiej, dekanatu zabrzańskiego.
Powstała w 1885 roku.